# Kommandosprache
Kommandosprache ist eine Sprechweise, die eine eindeutige Handlungsaufforderung durch normierte Wörter oder Sätze beinhaltet.

## Zweck
Das erteilte Kommando beinhaltet einen Handlungsbefehl. Kommandosprache ist einheitlich und lässt keinen Spielraum für Interpretation über die aufgeforderte Handlung zu. Sie wird hauptsächlich beim Militär, z. B. beim Formaldienst, aber auch beim Sport oder beim Segeln verwendet. Beim Militär dient sie darüber hinaus dazu, in Belastungssituationen Verhalten hervorzurufen, die durch z. B. Drill vorher eingeübt worden sind.

## Bundeswehr
Die Bundeswehr unterscheidet zwischen einem „Ankündigungskommando“ (AnkKdo) und einem „Ausführungskommando“ (AusfKdo). Das AnkKdo lässt den Befehlsempfänger wissen, dass eine Handlungsaufforderung unmittelbar bevorsteht. Das folgende AusfKdo beinhaltet die konkrete eindeutige Aufforderung eines bestimmten Verhaltens. Dabei wird mit dem Ankündigungskommando oft auch schon eine konkretere Vorbereitung auf das Ausführungskommando erreicht, auf das sich der Kommandoempfänger durch die kurze Pause zwischen dem Ankündigungs- und dem Ausführungskommando vorbereiten kann.

### Formaldienst
Beim Formaldienst wird in aller Regel die Einheit als Ankündigungskommando verwendet. Die jeweiligen Ausführungskommandos sind in der Zentralen Dienstvorschrift A2-221/0-0-1280 normiert.
Beispiele:
- AnkKdo: Erster Zug,
- AusfKdo: Stillgestanden!

- AnkKdo: Die Augen (Durch das Die wird auf eine Blickrichtungsänderung nach links vorbereitet.)
- AusfKdo: links!

- AnkKdo: Augen  (Durch das fehlende Die wird auf eine Blickrichtungsänderung nach rechts vorbereitet.)
- AusfKdo: rechts!

### Gefechtsdienst
Beim Gefechtsdienst ist Kommandosprache von besonderer Bedeutung. Im militärischen Einsatz ist es besonders wichtig einheitliche Sprache zu verwenden. Ein Beispiel:
- AnkKdo: Alpha-Trupp, fertigmachen zum Sprung.
- AusfKdo: Sprung auf, Marsch, Marsch!

(Hierbei handelt es sich um das einheitliche schnelle Bewegen von Einheiten, beispielsweise beim Überqueren von Straßen oder Freiflächen.)
Diese Kommandos sind ebenfalls normiert.
In weniger formell geregelten Situationen kommen die allgemeineren Ausführungskommandos „Ausführung!“, „marsch!“ oder „marsch marsch!“ (letzteres impliziert zusätzlich Laufschritt) zur Anwendung, etwa:
- AnkKdo: So, jetzt Zelte abbauen, Rucksack zusammenpacken, Lagerplatz reinigen, zusätzliches Wasser einpacken, noch etwas trinken. In zwanzig Minuten ist allgemeines Antreten, anschließend findet der 10-km-Marsch statt.
- AusfKdo: Ausführung!

Mit demselben Ergebnis kann formeller kommandiert werden:
- AnkKdo: Zu den befohlenen Maßnahmen
- AusfKdo: wegtreten!

## Segeln
Beim Segeln gibt es für Manöver, bei denen eine genaue zeitliche Abstimmung mehrerer Handelnder notwendig ist, ebenfalls standardisierte Kommandos. Bei einer Wende zum Beispiel:
- Ankündigungskommando: Klar zum Wenden (gegeben durch den Steuermann)
- Bestätigung: Ist klar (gegeben durch den Vorschoter um seine Bereitschaft zu signalisieren)
- Ausführungskommando: Ree! (gegeben durch den Steuermann unmittelbar vor der Wende)

## Sport
Im Sport wird ebenfalls Kommandosprache verwendet. In der Leichtathletik, beispielsweise bei Laufdisziplinen, ist das Startkommando normiert:
- Ankündigungskommando: Auf die Plätze
- Zwischenkommando: Fertig
- Ausführungskommando: Los! (Wird häufig durch einen Startschuss gegeben.)

## Luftfahrt
Auch in der Luftfahrt existieren beispielsweise im Flugfunk standardisierte Sprechgruppen, siehe hierzu
- Flugfunk#Sprache und Aussprache beim Sprechfunk